# Mount Warner (Massachusetts)
Der Mount Warner ist eine 500 ft (152,4 m) hohe Erhebung, auf der sich ein gleichnamiges, 156 Acres (63,1 ha) großes Naturschutzgebiet befindet, das von der Organisation The Trustees of Reservations verwaltet wird. Die Erhebung liegt bei der Stadt Hadley im Bundesstaat Massachusetts der Vereinigten Staaten.

## Schutzgebiet
Der Mount Warner, ursprünglich eine Insel im Gletscherrandsee Lake Hitchcock, bietet einen hervorragenden Blick auf das Connecticut River Valley. Alte Karren- und Waldwege zeugen von der land- und forstwirtschaftlichen Vergangenheit der Umgebung, die zwischen der Universitätsstadt Amherst und dem Connecticut River innerhalb des North Hadley Historic District liegt. Das Schutzgebiet, das bereits vor mehr als 8000 Jahren von den Abenaki als Jagdgebiet genutzt wurde, gehört zu einer insgesamt rund 200 ha umfassenden Schutzzone.